# Sabina Dufberg
Sabina Sanni Maria Dufberg, född 27 oktober 1975 i Flen, är en svensk personlig tränare. Hon har varit coach i TV-programmet Biggest Loser i TV7 och har skrivit två böcker om träning.
Hon är personlig tränare och träningskonsult på Sturebadet i Stockholm och driver företaget LAINE Lifestyle Consulting Handelsbolag.
Dufberg ersatte Olga Rönnberg som coach i TV-programmet Biggest Loser (Sverige) TV4 2013. Under hösten 2014 tävlade hon i lag tillsammans med Björn Christiernsson och Samir Badran i Fångarna på fortet.
Hon är mor till tvillingar som föddes genom surrogatmödraskap i Indien 2014 och har deltagit i debatten för legaliseringen av altruistiskt surrogatmödraskap i bland annat SVT och TV4.